# Extraits de Koegel
 (mars 2023).

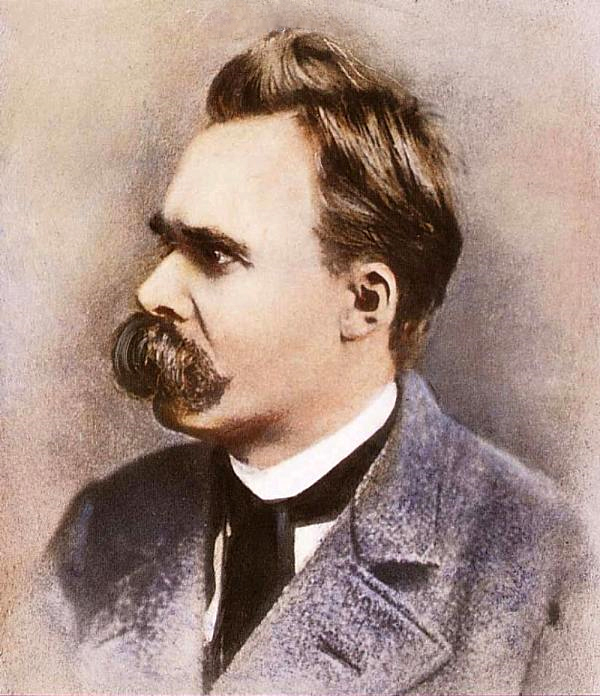
Friedrich Niezsche

Les extraits de Koegel sont des copies secrètes réalisées par l'éditeur du philosophe Friedrich Nietzsche Fritz Koegel (de) (1860–1904) basées sur des lettres et brouillons de lettres de Nietzsche.
Ils contiennent des déclarations critiques de Nietzsche envers les personnes de son environnement proche, et ont été présentés comme preuve de contrefaçon des activités d'édition des archives Nietzsche (de), menées sous la direction de la sœur de Nietzsche, Elisabeth Förster-Nietzsche. Si les documents originaux n'existent plus, des copies des transcriptions existent.